# Goran Vlaović
Goran Vlaović (Nova Gradiška, 7. kolovoza, 1972.), bivši hrvatski nogometaš.

## Klupska karijera
Bivši napadač hrvatske nogometne reprezentacije, u karijeri je igrao za NK Osijek i Dinamo Zagreb u Hrvatskoj, talijansku Padovu, španjolsku Valenciju te grčki Panathinaikos. Za zagrebački Dinamo zabio je, kroz 81 utakmicu, 61 ligaški zgoditak. S Dinamom je bio najbolji strijelac Hrvatske nogometne lige dva puta zaredom, 1993. i 1994. godine, a zabio je sveukupno 61 zgoditak u 1. HNL. U Španjolskoj je osvojio Copa del Rey (1998./99.) i Supercopa de España (1999.) s Valencijom.

## Reprezentativna karijera
Prvu utakmicu za Hrvatsku nogometnu reprezentaciju odigrao je 1992. godine protiv Australije, na turneji u Australiji. Za hrvatsku reprezentaciju, odigrao je 52 utakmice i postigao je 15 pogodaka. Nastupao je na Europskom prventstvu 1996. godine u Engleskoj te na svjetskim prvenstvima 1998. u Francuskoj i 2002. godine u Japanu i J. Koreji.
Godine 2002. opet je bio na svjetskom prvenstvu, ali je sve tri utakmice proveo na klupi.

## Priznanja

### Individualna
- Najbolji strijelac 1. HNL u sezonama 1992./93. (23 zgoditka) i 1993/94 (29 zgoditaka).
- Igrač godine u 1. HNL u sezoni 1992./93.

### Klupska
Dinamo Zagreb
- Prvak Hrvatske (1): 1992./93.
- Hrvatski nogometni kup (1): 1994.

Valencia
- UEFA Intertoto kup (1): 1998.
- Copa del Rey (1): 1998./99.
- Španjolski superkup (1): 1999.

Panathinaikos
- Prvak Grčke (1): 2003/04.
- Grčki kup (1): 2004.

### Reprezentativna
- Francuska 1998. – Bronca
- Kao član reprezentacije 1998. dobitnik je Državne nagrade za šport "Franjo Bučar".

## Zanimljivosti
- Njegov pogodak Turskoj na EURO-u 1996., postignut pred sam kraj utakmice, prvi je pogodak reprezentacije na velikim natjecanjima. 1998. godine postigao je pogodak za 2:0 vodstvo Hrvatske protiv Njemačke u četvrtzavršnici SP-a, kojim je riješio pitanje pobjednika u mitskoj utakmici hrvatskog nogometa. Te je godine, prilikom osvajanja brončane medalje, Vlaović igrao na svih 7 utakmica svjetskog prvenstva.
- Nogometni portal FourFourTwo izabrao je njegov zgoditak protiv Turske u top 10 najboljih zgoditaka s Eura 96'.[4]
- Od 1993. do 2011. bio je u braku s književnicom Milanom Vlaović Kovaček s kojom ima troje djece.

## Vanjske poveznice
- Razgovor s Goranom Vlaovićem, serijal (Ne)uspjeh prvaka s Mariom Stanićem, 25. 12. 2023. (YouTube)